# Nikolaus Mercator
Nikolaus Mercator (Eutin, ca. 1620 – Versailles, 14 januari 1687) was een Duitse wiskundige uit de 17e eeuw. Zijn echte naam was Nikolaus Kauffmann.
Mercator leefde enige tijd in Nederland (1642-1648), gaf daarna lezingen aan de Universiteit van Kopenhagen (1648-1654), woonde van 1655-1657 in Parijs en gaf lessen wiskunde in Londen (1658-1682). In 1666 werd hij lid van de Royal Society. Hij ontwierp een speciale chronometer voor Karel II.
Tussen 1682 en zijn dood ontwierp en bouwde hij de fonteinen in de tuin van het Kasteel van Versailles.
Wiskundig gezien is hij het bekendst door zijn traktaat Logarithmo-technica (1668), over logaritmen. Daarin beschrijft hij de rij van Mercator, die onafhankelijk ook werd ontdekt door Gregorius van St-Vincent:
{\displaystyle \ln(1+x)=x-{\frac {1}{2}}x^{2}+{\frac {1}{3}}x^{3}-{\frac {1}{4}}x^{4}+\cdots }
In datzelfde traktaat was het ook de eerste keer dat de naam natuurlijke logaritme werd genoemd, maar dan in de Latijnse vorm (logarithmus naturalis).